# 古香圩站
古香圩站（工程名为济学路站）是苏州地铁8号线的车站，位于中华人民共和国江苏省苏州市相城区元和街道济学路与蠡东路交叉口南侧地下，南临阳澄湖星济隧道。本站于2024年9月10日随着8号线的开通一并对外开通运营。

## 车站结构

### 楼层分布
| 地面 |                    | 出入口                                 |  |  |
| -1层 | 站厅               | 售票机、客务中心、车站控制室、检票闸机 |  |  |
| -2层 |                    | 8号线 往西津桥（五潨泾）               |  |  |
|      | 岛式站台，左侧开门 |                                        |  |  |
|      |                    | 8号线 往车坊（南泽庄）                 |  |  |

## 出入口
古香圩站设计2个出入口，位于济学路东西两侧。各出入口如下：
|                     |                |      |  |
| 出口编号            | 建议前往目的地 | 照片 |  |
| 1 · 出口 · （设有） |                |      |  |
| 2 · 出口 · （设有） |                |      |  |
| 图例： 设有         |                |      |  |